# Counter-Strike Online 2
Counter-Strike Online 2 är ett datorspel i genren FPS som utvecklas av Nexon och släpps av Valve. Spelet är en uppföljare till Counter-Strike Online från 2008. 